# Dzieci umysłu
Dzieci umysłu (tyt. oryg. Children of the Mind) – czwarty w kolejności wydawania tom Orsona Scotta Carda o Enderze. Książka została wydana w 1995 roku, polskie wydanie, w tłumaczeniu Piotra W. Cholewy ukazało się w 1998 r.

## Fabuła
Sojusznicy Endera wyruszają na spotkanie lusitańskiej flotylli sposobiącej się do zniszczenia planety zamieszkanej przez trzy rasy istot rozumnych.